# Somport
Der Col du Somport / Puerto de Somport (auch: Port de Canfranc) ist ein 1640 m hoher, und einer der ältesten Pyrenäenübergänge und Grenzübergang zwischen Frankreich und Spanien. Schon Kelten, Karthager, Römer und Mauren nutzten diesen Pass. Sein Name ist die abgeschliffene Form von lateinisch summus portus = höchster (Pyrenäen-)Übergang, was er tatsächlich jahrhundertelang war. Im Jakobsbuch wird er als Portus Asperi genannt, wahrscheinlich unter Bezug auf das Aspe-Tal auf französischer Seite; auf der spanischen führt der Weg durch das Tal des Río Aragón und die gleichnamige Region.

## Pilgerweg
Im Kontext des Jakobsweges ist und war er für die Pilger wichtig, die über Toulouse nach Santiago de Compostela zogen.
Kurz unterhalb des Passes finden sich die Ruinen des alten Pilgerhospitals Santa Cristina de Somport aus dem 11. Jahrhundert. Es gibt die Auffassung, dass es 1078 auf Initiative von König Sancho Ramírez von Aragón errichtet wurde, eine andere besagt, dass es zwei Ritter als Dank für das Überleben eines Schneesturms am Somport erbauen ließen. Wahrscheinlich ergänzen sich beide Versionen, denn die Förderung des Jakobsweges aus privaten wie aus staatlichen Mitteln war gang und gäbe.  Möglicherweise reichen die Ursprünge des Klosters aber bis ins 7. Jahrhundert in die Regierungszeit des Westgoten-Königs Wamba zurück und bei den oben beschriebenen Aktivitäten handelt es sich dann um Erweiterungsbauten. 1623 wurde es dem Predigerorden von Jaca unterstellt, wohin einige Zeit später auch die letzten Mönche umzogen. Schon 1661 lag das Kloster nach dem Bericht eines Kanonikers aus Roncesvalles in Ruinen.
Die Wichtigkeit des Hospizes lässt sich aus der gemeinsamen Nennung mit den Hospizen in Jerusalem und dem Grossen St. Bernhard als Stützen der Christenheit im Jakobsbuch ermessen. Ein Besuch des winterlichen Somports bei schlechtem Wetter (nahe der Skistationen Astún und Candanchú) macht diese Zuordnung verständlich.

## Eisenbahntunnel

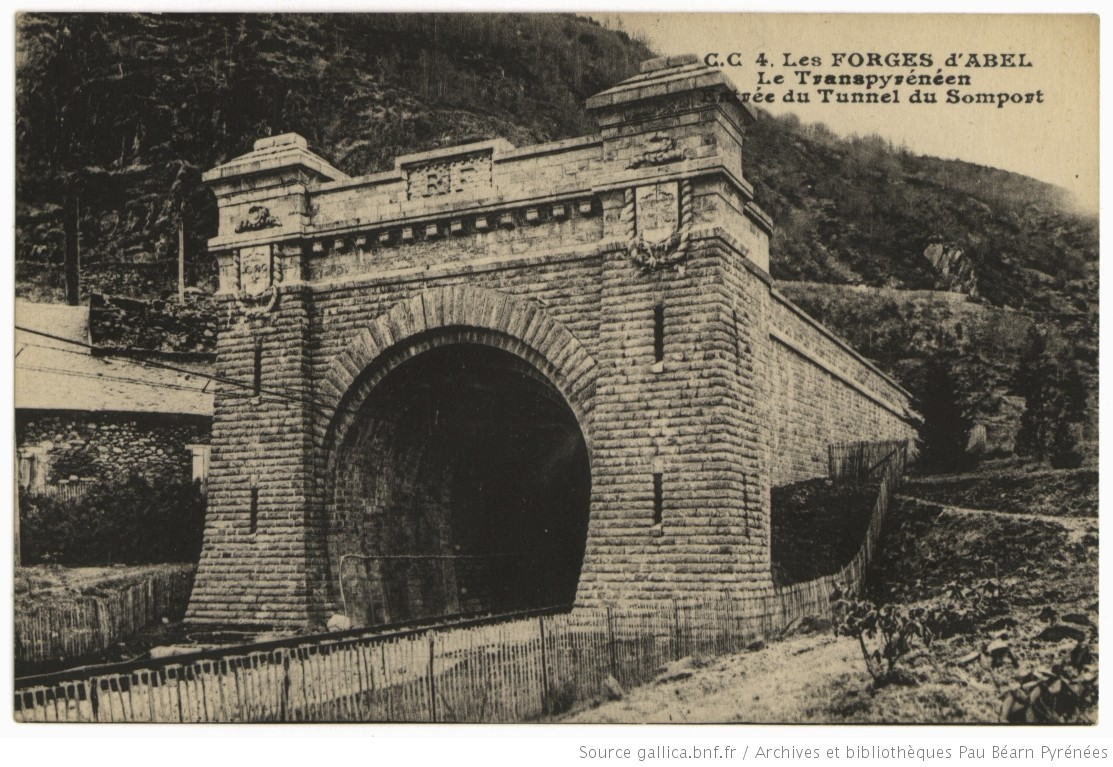
Französische Einfahrt des Eisenbahntunnels zur Eröffnung 1928

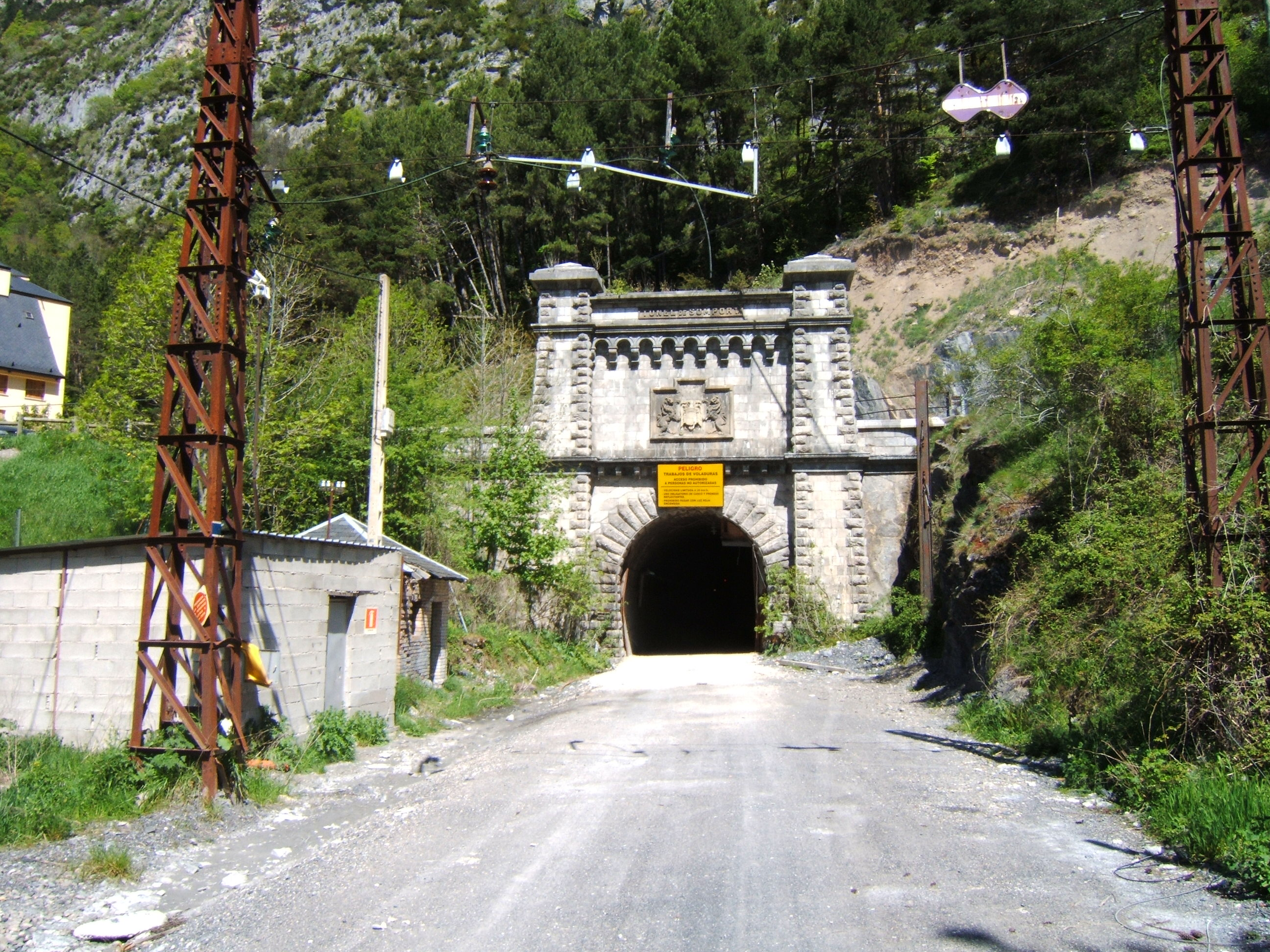
Spanische Einfahrt des Eisenbahntunnels in der Bauphase des Straßentunnels

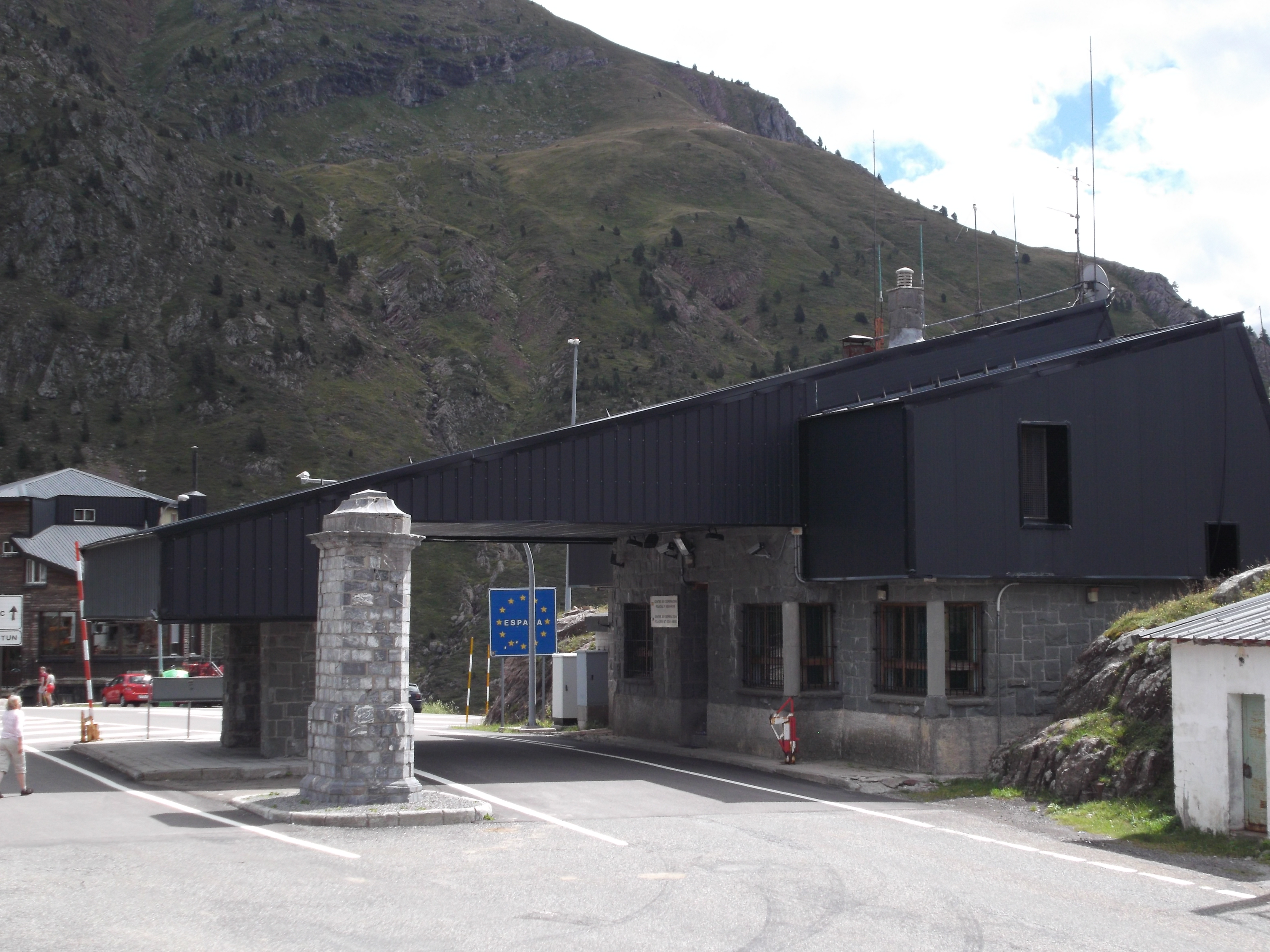
Ehemalige Kontrollstelle, Blickrichtung Spanien

Der spanisch-französische Vertrag über den Bau einer Transpyrenäen-Eisenbahn wurde 1880 geschlossen. Auf spanischer Seite wurde 1883 die Strecke von Saragossa bis Jaca fertiggestellt und der Zugverkehr aufgenommen. Der Bau der Trasse von Norden her verzögerte sich: die Bahnstrecke Pau–Canfranc erreichte erst 1914 Bedous. Der Eisenbahntunnel unter dem Pass wurde 1908 bis 1915 gegraben, aber erst 1928 wurde die Verbindung von beiden Seiten eröffnet. Im Bahnhof Canfranc (Estación internacional de Canfranc) wechselten Fahrgäste und Waren auf Züge der anderen Spurweite (Spanien hatte Breitspur und Frankreich Normalspur), und die Grenzkontrollen wurden erledigt.
1970 wurde der Zugverkehr durch den Tunnel nach einem Unfall eingestellt; von und nach Saragossa über Huesca verblieben zwei Zugpaare täglich. Das seit 2023 als Luxushotel genutzte Bahnhofsgebäude in Canfranc gilt als das größte Spaniens. Der alte Eisenbahntunnel wird seit dem Bau des Straßentunnels als dessen Rettungstunnel sowie als Zugang zum gleichzeitig errichteten unterirdischen Labor genutzt.
Im Oktober 2020 vereinbarten das spanische Verkehrsministerium und die französische Region Nouvelle-Aquitaine, die Wiederöffnung des Eisenbahntunnels zu prüfen. Die Studie wird über das Programm Connecting Europe 2019 aus EU-Mitteln finanziert.

## Straßentunnel

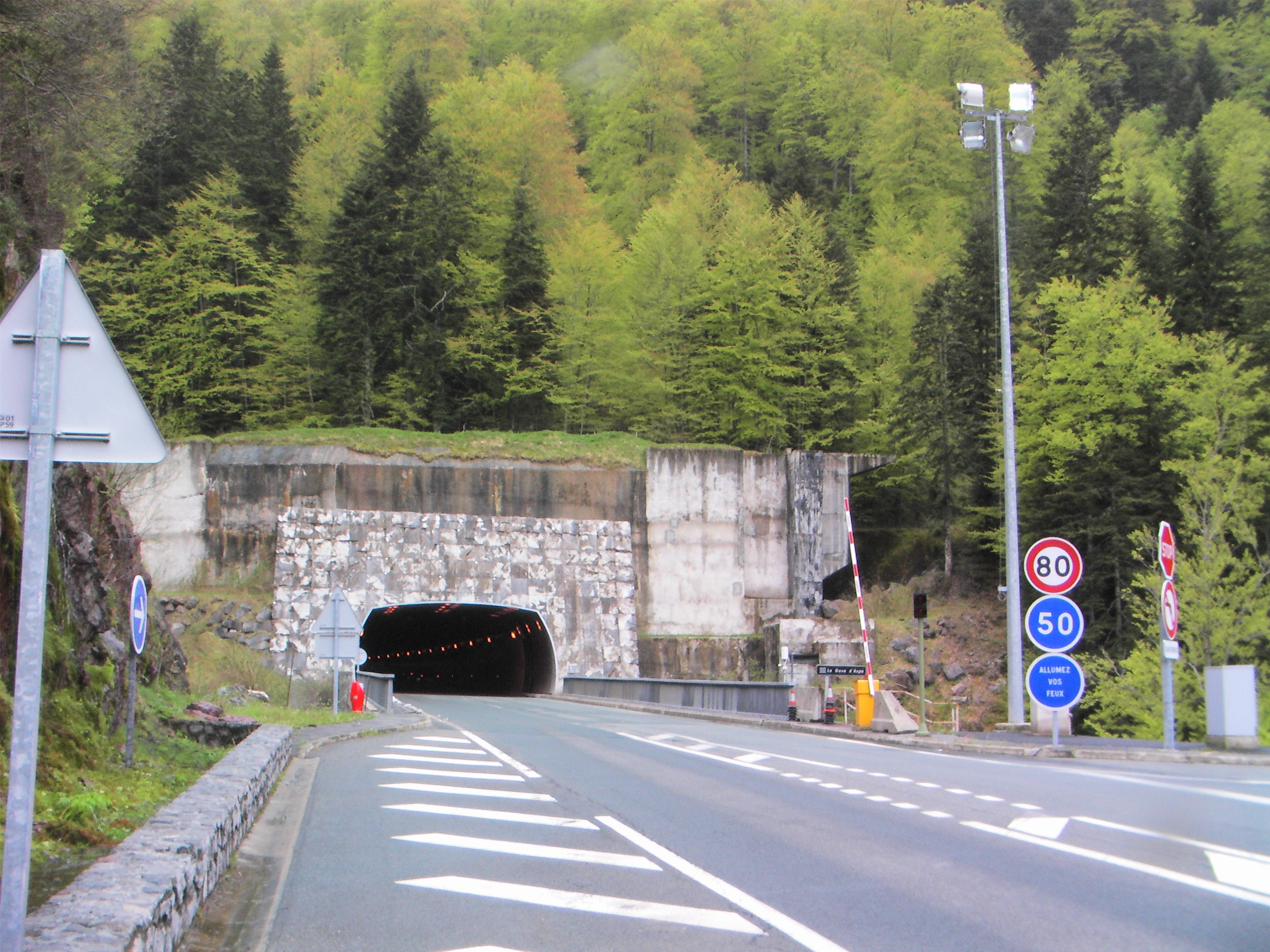
Tunnelmund des Straßentunnels auf französischer Seite

Der etwa 8,6 km lange Straßentunnel unter dem Somport wurde im Wesentlichen von 1999 bis 2002 gebaut und am 17. Januar 2003 dem Verkehr übergeben. In der Bauplanungsphase der zum Tunnel führenden Schnellstraße entwickelte sich ab dem Jahr 1992 eine von europäischen Umweltgruppen getragene Protestbewegung. Die gegen den Bau gerichtete Argumentation bezog sich vor allem auf die zusätzliche Zerschneidung eines der letzten westeuropäischen Braunbärengebiete bei gleichzeitigem Verzicht auf die Reaktivierung der stillgelegten Bahnstrecke. Im Umfeld des ehemaligen Bahnhofes Cette Eygun auf der französischen Seite fanden mehrere internationale Protestcamps mit Beteiligung v. a. aus Belgien, Deutschland, Frankreich, Großbritannien und Spanien statt. Die Baustelle wurde in der Folge mehrmals kurzzeitig besetzt. Im Jahr 1994 gipfelten die Proteste gegen den Somport-Tunnel in einer Demonstration von 8000 Umweltschützern.

## Passstraße
Die Bedeutung der Somport-Passstraße für den Verkehr ist seit der Eröffnung des Somport-Straßentunnels im Januar 2003 stark rückläufig.

## Weiterführende Literatur
- Míllan Bravo Lozano: Praktischer Pilgerführer: Der Jakobsweg; Madrid u. a.: Ed. Everest, 82002; ISBN 84-241-3835-X.